# نینا خاچیکیان
نینا لوسینه خاچیکیان (انگلیسی: Nina Lucine Hachigian؛ ارمنی: Նինա Լուսինե Հաչիգյան؛ زادهٔ ) یک دیپلمات و سیاستمدار ارمنی‌تبار اهل ایالات متحده آمریکا است که از تاریخ سپتامبر ۲۰۱۴  تا تاریخ ژانویه ۲۰۱۷ سمت سفیر ایالات متحده آمریکا در اتحادیه کشورهای جنوب شرق آسیا را برعهده داشت.

## زندگی‌نامه
وی از دانشگاه ییل و دانشگاه استنفورد فارغ‌التحصیل شد. 

## نگارخانه

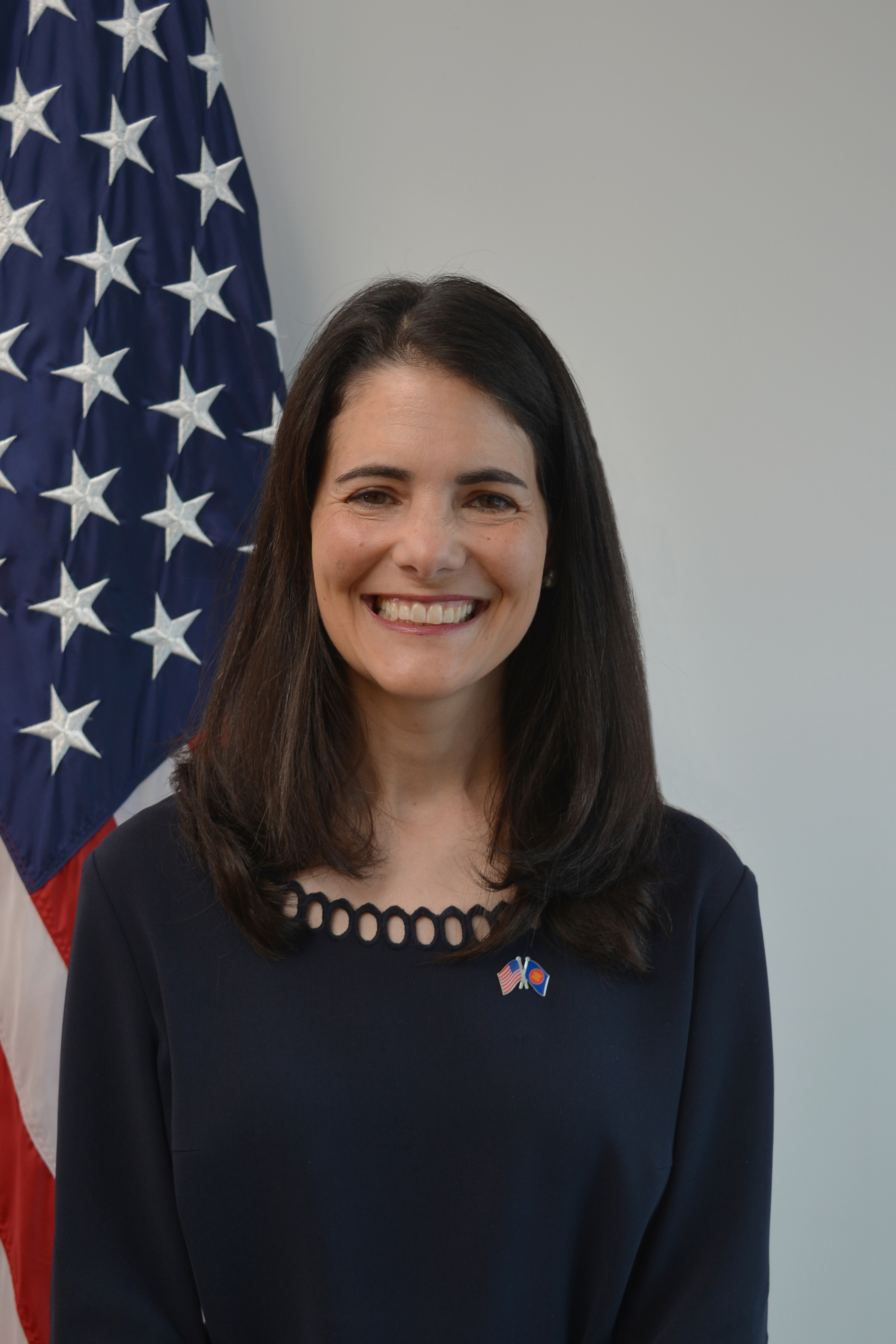